# Dialetto teatino
Il dialetto teatino è un idioma romanzo parlato nella città italiana di Chieti; appartiene al vasto raggruppamento dei dialetti italiani meridionali.

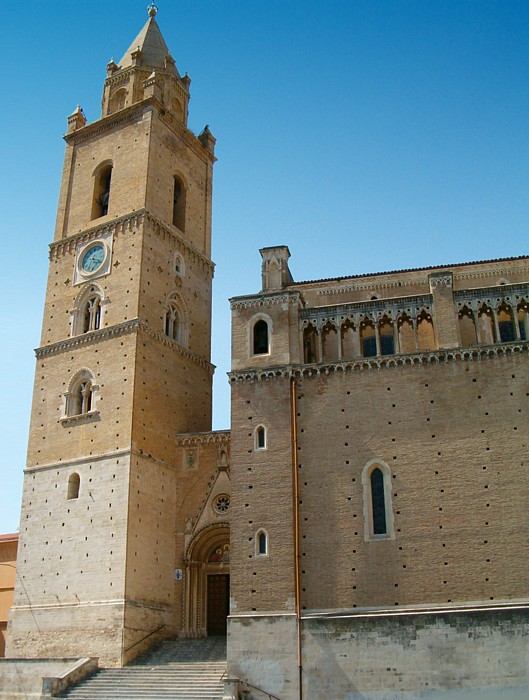
Cattedrale di San Giustino, Chieti, descritta in poesie dialettali di Raffaele Fraticelli e Renato Sciucchi

## Caratteristiche
Questo dialetto, seppur appartiene come il pescarese e il dialetto teramano al gruppo abruzzese-orientale, quello della metafonesi solo da -i, ha la particolarità di essere parlato nella sola Città di Chieti, circostanza che fa di esso un idioma comunale. Tuttavia sono considerabili grossomodo assimilati ad esso anche le parlate dei centri limitrofi come San Giovanni Teatino, Torrevecchia Teatina, Ripa Teatina, Miglianico, Villamagna, Casalincontrada e Roccamontepiano, mentre in centri quali Fara Filiorum Petri, Pretoro e Guardiagrele vigono già altri tipi di parlate, sia pure influenzate da quella chietina.
Altro elemento fortemente caratterizzante del dialetto teatino è quello di essere parlato nella sua forma più pura ed autentica anche dalle giovani generazioni, circostanza, questa, non comune ad altri centri limitrofi, soprattutto della costa (es. Francavilla al Mare, Ortona, ecc.), dove i giovani sono soliti ricorrere al dialetto pescarese.

## Contesto geografico
Si è indecisi se attribuire il dialetto teatino al gruppo adriatico o a quello della sua provincia; elementi che lo farebbero ricondurre a quello diffuso sulla costa e più in generale alle parlate della parte centro-settentrionale dell'Abruzzo sono la caratteristica cadenza melodica un po' cantilenante, mentre poco più a sud, come a Bucchianico o a Tollo, già si avvertono influssi frentani, molto più pesanti; l'uso dell'ausiliare denghë a per il verbo "dovere", tipico di tutta la provincia di Pescara fino a Chieti e Francavilla al Mare, sconosciuto nella campagna teatina dove è adoperato il più comune ajë a, in uso sì pure a Chieti ma in misura minore. Per cui un teatino direbbe la frase interrogativa "Che devo fare?" come "C'ha deng'a fà?", mentre un bucchianichese o un guardiese direbbero "C'ajë a fà?".

## Vocaboli  frequenti
Elementi che fanno avvicinare invece la parlata di Chieti a quelle frentane sono l'uso dell'avverbio nijèndë per "niente", mentre nell'area pescarese-teramana si adopera nindë, e anche la presenza dei pronomi dimostrativi maschili e femminili cullù e cullè (quello e quella), oppure cussù e cussè (questo e questa), ampiamente usati anche nella campagna, mentre a Pescara e nella sua provincia sono adoperati rispettivamente cullù, chillì, cussù e chissì. Inoltre da Chieti verso sud i verbi col prefisso in "ri-" vengono resi con "are-" e non con "ar-", come nel pescarese e nel teramano: perciò "ricordare" suonerà a Chieti come arecurdà, mentre da Pescara in su come arcurdà, forma che tuttavia ricompare anche nella fascia costiera della provincia di Chieti, e in particolare nei dialetti dell'area frentana (ortonese, lancianese e vastese).

## Vocalizzazione
Per quanto concerne la pronuncia vocalica, la caratteristica principale del dialetto di Chieti è l'isocronismo sillabico, vale a dire quella tendenza, causata da antiche dominazioni linguistiche che hanno alterato il sostrato latino, ad aprire le vocali chiuse in sillaba complicata, cioè quella terminante per una consonante, e a chiudere le vocali aperte in sillaba libera, cioè quella che termina per una vocale: per cui a Chieti una parola italiana con vocale chiusa in sillaba complicata, come "sótto", si pronuncerà aperta, e dunque sòttë, mentre viceversa una parola "aperta" come "còsa", si dirà cósë, ossia con pronuncia chiusa. Da qui l'esempio (Avolio, 1995) per cui la frase italiana 'un poco di pollo', pronunciata da un aquilano un pòco di póllo in modo simile alla pronuncia standard italiana, suonerebbe in bocca, dunque, ad un teatino, un póco di pòllo. Nella forma più stretta di teatino, inoltre, l'isocronismo coinvolge pure le vocali estreme "i" e "u" in sillaba complicata, provocandone l'innalzamento di un grado, cioè a "é" e "ó" chiuse: perciò si avranno forme quali scréttë per "scritto", véštë per "visto", té (da "tì") per "tieni", bróttë per "brutto", móltë per "multa".

## Isocronismo
L'isocronismo è un fenomeno presente soprattutto in Puglia, tra la provincia di Foggia (eccetto l'estremo entroterra dei monti della Daunia) e la linea Taranto-Ostuni, e che in Abruzzo compare in modo del tutto distaccato e autonomo a partire dalla Marsica orientale (Celano, ma solo per l'apertura delle vocali in sillaba complicata), e si intensifica nell'area sulmonese (in parte a Sulmona, specie per le "o", e soprattutto ad Introdacqua, Pettorano sul Gizio, Pacentro e Campo di Giove). Tuttavia, l’isocronismo è presente in modo più compatto soprattutto lungo il versante adriatico della Maiella, e parrebbe essersi originato proprio da Chieti, da dove dev’essersi diffuso in primo luogo verso l’interno, cioè da Casalincontrada in direzione dei centri ora pescaresi ma un tempo appartenenti alla provincia di Chieti, ossia Manoppello, Scafa, San Valentino in Abruzzo Citeriore, e Caramanico Terme; verso il mare, esso si è esteso a Sambuceto, fino ad interessare anche la parte meridionale di Pescara. Diversamente nell'area immediatamente a sud del capoluogo, a partire da Francavilla al Mare, Torrevecchia Teatina e Bucchianico, l'isocronismo è limitato alla sola chiusura delle aperte in sillaba libera, ma ricompare in modo completo nei centri di Ripa Teatina (ma solo per le "e"), Villamagna (ma solo per le "o"), Miglianico, Giuliano Teatino, Canosa Sannita e Orsogna, e poi nelle località pedemontane di Roccamontepiano, Pretoro, Guardiagrele, San Martino sulla Marrucina Pennapiedimonte e Fara San Martino. Esso si presenta dunque in maniera guizzante, e le ragioni non sono certamente facili da desumere. A ciò si aggiunge che al di là del fiume Pescara, a partire da Spoltore, Cepagatti, Rosciano, ricompare un isocronismo solo parziale anch'esso limitato alla sola chiusura delle aperte in sillaba libera (ma a Spoltore come a Villamagna è completo solo per le "o"), con una tendenza però ad una maggiore apertura delle vocali, essendo stati tali centri parte della provincia di Teramo, dove le vocali sono pronunciate aperte in ogni posizione, e dunque vige un sistema definibile come “pentavocalico” (“a”, “è” aperta, “i”, “ò” aperta, ”u”).
Nel resto della provincia di Chieti, specie in area frentana, l’isocronismo è quasi sempre attestato nella sua forma parziale, come dimostrato dalle parlate di Ortona, Lanciano e Vasto, ma si presenta completo a Pollutri e a Scerni (in quest’ultimo solo per le “o”). Superato il fiume Trigno, in Molise, i centri di Petacciato e Montenero di Bisaccia presentano un sistema “pentavocalico”, con vocali cioè tutte aperte, mentre in una vasta area che parte da Termoli e si spinge nell’entroterra fino a Casacalenda, l’isocronismo è parziale e limitato alla sola “e” (“béne”, “probléma”), ma non coinvolge la “o”, che presenta dunque una pronuncia simile a quella dell’italiano standard: è da notare che una situazione analoga è riscontrabile anche in Abruzzo nelle città di Popoli Terme e Serramonacesca, in provincia di Pescara.